# Witold Trylski

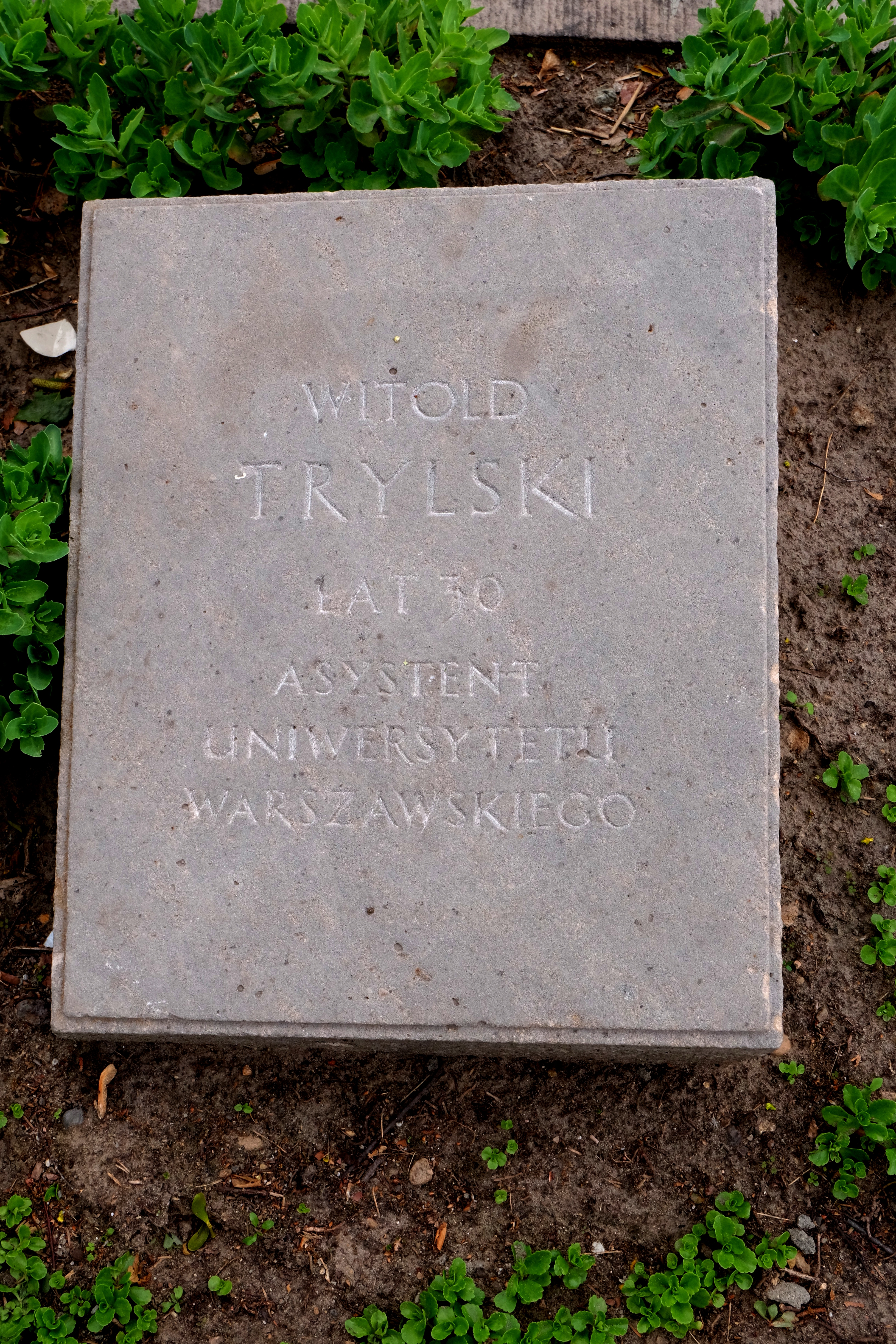
Grób Witolda Trylskiego na Cmentarzu Wojskowym na Powązkach w Warszawie

Witold Trylski (ur. 26 stycznia 1912 we Lwowie, zm. 16 października 1942 w Warszawie) – polski działacz komunistyczny, oficer Sztabu Głównego Gwardii Ludowej.

## Życiorys
W 1930 ukończył II Gimnazjum Męskiego Związku Nauczycielskiego Polskiego Szkół  Średnich w Warszawie. Z wykształcenia był fizykiem. Był pracownikiem naukowym Uniwersytetu Warszawskiego. Należał do Czerwonego Harcerstwa TUR (był przewodnikiem gromady a następnie członkiem Rady Hufca warszawskiego), OMS „Życie”, KZMP, od 1931 do KPP, a od stycznia 1942 PPR. Z ramienia wydziału organizacyjnego Komitetu Warszawskiego KPP obsługiwał organizacje młodzieży studenckiej i robotniczej w Warszawie. W 1934 został aresztowany i skazany na 4 lata więzienia, ale dzięki wstawiennictwu ojca, który z czasów PPS przyjaźnił się z Józefem Piłsudskim, złagodzono mu wykonanie wyroku. Po wyjściu na wolność wrócił do pracy partyjnej, w latach 1937–1938 działał w Komitecie Warszawskim KPP. Od jesieni 1939 nawiązywał kontakty z działaczami komunistycznymi w okupowanej Warszawie. W 1940 został aresztowany i osadzony na Pawiaku, ale wkrótce zwolniono go z braku dowodów. W 1941 uczestniczył w organizowaniu Stowarzyszenia Przyjaciół ZSRR i ZWW, a w 1942 współorganizował Sztab Główny GL, którego był oficerem. Na ten okres datuje się jego wstąpienie do PPR. Został aresztowany przez Niemców 30 września 1942. Wkrótce potem, 16 października 1942, powieszony w publicznej egzekucji na ulicach miasta.
Prezydium Krajowej Rady Narodowej uchwałą z dnia 8 maja 1946 „w uznaniu za działalność konspiracyjną w okresie okupacji” odznaczyło Witolda Trylskiego (pośmiertnie) Orderem Krzyża Grunwaldu III klasy. W 1948 jego szczątki ekshumowano i pochowano razem ze szczątkami pozostałych powieszonych w kwaterze więźniów Pawiaka na Cmentarzu Wojskowym na Powązkach (kwatera C 6-1-12).
Jego imię, do 9 kwietnia 2001, nosiła ulica w warszawskiej dzielnicy Rembertów, w 2001 zmieniono nazwę ulicy na Jaworzniaków.